# ارلين تور
ارلين تور (بالإنجليزية: Arlene Tur)‏ هي ممثلة أمريكية بدأت مسيرتها الفنية عام 2003.

## وصلات خارجية
- ارلين تور على موقع IMDb (الإنجليزية)
- ارلين تور على موقع قاعدة بيانات الفيلم (الإنجليزية)